# Rambla de Méndez Núñez
La rambla de Méndez Núñez, también conocida como La Rambla, es una céntrica avenida de la ciudad española de Alicante que separa los barrios del Centro y el Casco Antiguo. Conecta la avenida de Alfonso el Sabio con la Explanada de España y está situada en el cauce final de una rambla (la rambla de Canicia). Debe su nombre al militar español del siglo XIX Casto Méndez Núñez.

## Historia
Hasta bien entrado el siglo XIX, en el que se derribaron las murallas de Alicante, por el actual recorrido de la calle discurría uno de los muros defensivos que se construyeron durante el siglo XVI. La calle que corría paralela a este muro dentro de la ciudad amurallada recibía el nombre de calle del Muro, mientras que en la parte exterior se encontraba el barranco de Canicia, que recogía las aguas de la rambla recibiendo el nombre de calle del Vall. Con posteridad al derribo de las murallas del año 1820, se construyó la calle usando los escombros para rellenar el barranco. Esta reforma fue proyectada por el arquitecto alicantino José Guardiola Picó en 1865, creando un paseo de tipo salón, con una plataforma central elevada. En 1912 se trasladó hasta allí el mercado de puestos ambulantes que, hasta esa fecha, tenía lugar en el mercado de la Explanada de España. Cuando se inauguró el Mercado Central, se desmontó el paseo elevado y se dejó una avenida arbolada, reforma realizada por el arquitecto Juan Vidal Ramos. En 1941, se derribaron algunos edificios para prolongar la calle hasta la Explanada y en la década siguiente se prolongó hacia el norte, construyéndose los primeros edificios de altura considerable en la ciudad, quedando la avenida en su configuración actual. Tras las graves inundaciones que sufrió Alicante en 1997, se construyó en esta avenida un gran colector subterráneo de aguas pluviales.

## Descripción
La rambla de Méndez Núñez es una avenida muy transitada que conecta el centro de la ciudad con el puerto y la playa. Atendiendo a la numeración de la calle, la rambla tiene una orientación sur-norte, que se extiende desde la Explanada de España hasta la Avenida de Alfonso el Sabio. Consta de tres carriles para el tráfico rodado, que se convierten en dos a partir de la bifurcación de la calle a la altura de la Torre Provincial. Consta de aceras muy amplias en las que se disponen sendas filas de árboles y bancos, y que permiten el establecimiento de las terrazas de los bares aledaños. La calle alterna varios edificios modernistas con modernos bloques de oficinas. En su extremo norte existe un acceso a la estación subterránea de Mercado del TRAM de Alicante.
Debido a su céntrica situación, la avenida sirve como lugar de paso de todo tipo de manifestaciones ciudadanas y desfiles festivos. En estos eventos, suele instalarse en esta avenida un palco para las autoridades. Es el caso de la cabalgata de los Reyes Magos, las procesiones de la Semana Santa y los desfiles de las fiestas de Moros y Cristianos y las Hogueras de San Juan. Durante estas últimas, además, se planta una hoguera en la rambla.

## Puntos de interés
En orden ascendente de numeración:
- Explanada de España, el paseo marítimo de la ciudad, cuyo suelo está formado por un mosaico ondulado con los colores rojo, azul y blanco.
- Edificio La Unión y el Fénix (n.º 1), edificio de la primera mitad del siglo XX rematado con una escultura metálica de Ganimedes sobre un ave fénix.
- Gran Sol (n.º 3), hotel de 31 plantas y grandes murales exteriores, el tercer edificio más alto de la ciudad.
- Edificio Roma.
- Casa del Ascensor (n.º 7), edificio modernista que fue el primero de la ciudad en contar con un ascensor.
- Portal de Elche, plaza con cuatro ficus de grandes dimensiones y un kiosco central.
- Edificio La Adriática.
- Museo de Hogueras (n.º 29) dedicado a la fiesta de las Hogueras de San Juan.
- Banco de España (n.º 31) edificio neoclásico construido en la primera mitad del siglo XX.
- Monumento a la Constitución. Escultura urbana de Arcadio Blasco frente a la Torre Provincial y como prolongación de la Plaza de San Cristóbal.
- Torre Provincial (n.º 35) edificio de quince plantas, en la confluencia de la Rambla con la calle López Torregrosa, con un relieve monumental en un lateral y un gran reloj digital en la parte superior. Alberga oficinas de la Generalidad Valenciana.
- Plaza de San Cristóbal.